# دان هيرون
دان هيرون (بالإنجليزية: Dan Herron)‏ هو لاعب كرة قدم أمريكية أمريكي، ولد في 21 مارس 1989 في وارن في الولايات المتحدة.

## وصلات خارجية
- دان هيرون على موقع إي إس بي إن.كوم (أن.أف.أل)3
- دان هيرون على موقع مرجع كرة القدم المحترفة.كوم (الإنجليزية)